# Wong Jack-man
Wong Jack-man (Hong Kong, 1941-California, 26 de diciembre de 2018) fue un artista marcial chino. Wong enseñó los estilos Taichí y Xing Yi Quan en el Fuerte Mason en San Francisco, Estados Unidos. Se retiró de la actividad en 2005. Su escuela todavía está en funcionamiento y es dirigida por su exalumno, Rick Wing. En dicho enfrentamiento quedaron casi empatados, con una ligera ventaja de Wong. Este hecho le hizo replantearse el sistema del estilo que iba a ir creando a lo largo de los 8 años posteriores, a este "combate". Ambos, tenían alumnos extranjeros en sus respectivos gym (kwoons) dojos. Pero, la presión de la Tríada (mafia) china, contra la negativa y rebeldía de Lee, a respetar  sus reglas y entrar en "nomina", motivó a que presionaran a Wong Ja Ma, para que retase y se enfrentase a Lee.
El motivo intrínseco de la Tríada era que tampoco querían a Wong dando clases y enseñando a "extranjeros" ( wei lo). blancos y sobre  todo "negros" e "hispanos". El trasfondo racial, fue bastante importante en la decisión de tal encuentro y combate.
Una vez finalizado el combate, un agotado Lee, se marcha para poner en orden sus ideas, y analizar el combate. Al salir del lugar del combate - que fue a puertas cerradas -, ante las nerviosas preguntas de conocidos y alumnos de Bruce y Wong (la mayoría 
```
occidentales). Lee dijo que "perdió" el combate...y que Wong era un gran hombre y maestro.
```

Así zanjó la historia del combate.
Pero, si que le sirvió a Bruce para empezar a crear lo que en un principio, revolucionario, llamaría: Jeet Kune Do, Alejándose completamente de las Artes Marciales tradicionales y clásicas - incluyendo su sistema de Kung Fu: Wing Chun - y siendo el padre y precursor de lo que en un futuro sería conocido como MMA = Artes Marciales Mixtas. Y las modalidades de combate de la UFC y Full Contact (contacto total) del K1. Entre otros sistemas modernos, de la combinación entre las Artes Marciales y estilos de lucha occidentales, con una eficiencia en la preparación física (cross fitt, HITT y fitness)
Una vez finalizado el combate, Wok, desapareció al poco tiempo de San Francisco. Y su dojo, también. Bruce Lee, moriría en circunstancias extrañas y entre una de las teorías de su muerte fue que la Tríada había conseguido su propósito contra Lee. Por haberlos desafiado y no poder contra él. Ya que se volvió uno de los hombres (y luchadores) más letales del siglo XX...Pero solo es una de tantas especulaciónes que circulan 50 años después de su fallecimiento y su leyenda. Bruce Lee, fue único y un verdadero revolucionario y genio de las Artes Marciales, la Filosofía, el Crecimiento Personal, la Dietética y Nutrición y el Fitness aplicado al deporte y el combate. Gracias al combate que "perdió" contra Wong Ja Ma al principio de su regreso a su país natal : EEUU. Tenía 23 años - Wong 23!! -, aún no había visto el Camino...

## Combate con Bruce Lee

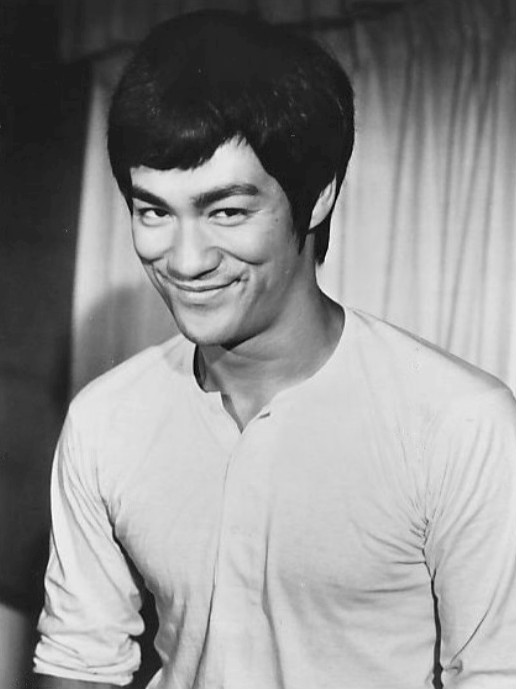
El combate de Wong Jack-man con Bruce Lee ha generado controversia por las diferentes versiones que existen sobre su veracidad.

La información de la pelea de Wong con el reconocido actor y artista marcial Bruce Lee es escasa y confusa, ya que no se registró oficialmente y se llevó a cabo en privado con la presencia de unos pocos testigos.
De acuerdo con Linda Lee Cadwell, esposa de Bruce Lee, la enseñanza de las artes marciales chinas que Lee transmitía a los blancos en Estados Unidos lo hizo impopular entre los artistas marciales chinos en San Francisco. Wong fue uno de los primeros en rechazar la enseñanza de las tradiciones sagradas chinas a los blancos. El artista marcial ha afirmado que solicitó una pelea pública con Lee después de escucharlo lanzar un desafío abierto durante una demostración en un teatro de Chinatown, en el que afirmó ser capaz de derrotar a cualquier artista marcial en San Francisco. Wong se presentó en la escuela de Lee con una carta escrita por el artista marcial David Chin en la que lo retaba a una pelea.
De acuerdo con el autor Norman Borine, Wong intentó retrasar la pelea y pidió algunas restricciones en técnicas como los golpes en la cara, en la ingle y en los ojos. El autor afirma que el combate se llevó a cabo sin restricciones por pedido del propio Lee.
Los detalles de la pelea varían dependiendo de la persona que cuenta la historia. Se sabe que Linda Lee Cadwell, James Lee (un socio de Bruce Lee) y William Chen, un maestro de Taichí, estuvieron presentes en el combate. Según Cadwell, la pelea duró tres minutos y fue ganada sin atenuantes por Bruce.
Lee hizo una descripción de este combate, sin nombrar a Wong explícitamente, en una entrevista con la revista de artes marciales Black Belt:
«Me metí en una pelea en San Francisco con un tipo que enseñaba Kung-Fu, y después de un breve encuentro, el hijo de puta comenzó a correr. Lo perseguí y, como un tonto, lo golpeé detrás de su cabeza. Pronto mis puños comenzaron a hincharse tras golpear su dura cabeza. En ese momento me di cuenta que el Wing Chun no era demasiado práctico y comencé a alterar mi forma de luchar».
Cadwell relató la escena de la siguiente manera en su libro Bruce Lee: The Man Only I Knew:
«Los dos salieron, se inclinaron formalmente y luego comenzaron a pelear. Wong adoptó una postura clásica, mientras que Bruce, que en ese momento todavía estaba usando su estilo Wing Chun, lo impactó con una serie de golpes directos. Tras un minuto, los hombres de Wong intentaron parar la pelea cuando Bruce comenzó a hacer lo suyo. James Lee les pidió que dejaran que la pelea continuara. Un minuto más tarde, cuando Bruce empezó a atacar en serio, Wong retrocedió tan rápido como pudo. Luego dio media vuelta y corrió, pero Bruce se abalanzó sobre él como un leopardo y lo llevó al piso donde empezó a golpearlo. ¿Es suficiente?, gritó Bruce. ¡Ya es suficiente!, suplicó su adversario. Bruce exigió una segunda respuesta a su pregunta para asegurarse de que entendiera que la pelea había terminado».
Esta versión contrasta con el relato de Wong y William Chen sobre la pelea, ya que afirman que esta duró un tiempo inusualmente largo, entre 20 y 25 minutos. Al parecer, Wong no estaba satisfecho con el relato de Lee sobre la pelea y publicó su propia versión en el Chinese Pacific Weekly, un periódico en chino publicado en San Francisco. El artículo, que apareció en la portada, incluía una descripción detallada del combate desde la perspectiva de Wong y concluyó con una invitación a Bruce Lee para una pelea pública si este consideraba que su versión era inaceptable. Lee nunca respondió públicamente a la invitación. Más tarde, Wong expresó su arrepentimiento por haber luchado contra Lee, atribuyéndolo a la arrogancia por parte de ambos contendientes.
El motivo de que Bruce Lee dejase el KungFu tradicional y fuese tan crítico con las Artes Marciales tradicionales, fue precisamente el combate con Wong Ja Ma; se vio superado físicamente, ya que el conocimiento de KungFu de Bruce, aunque rápido y hábil, no podía competir contra el experimentado Wong. Tardó demasiado tiempo en llegar a la fase de "clinch".
Esto le hizo terminar ganando por "los pelos" a Wong. Pero tardó demasiado tiempo y esfuerzo físico. Desde ese combate, y en 2 años, el concepto de Bruce y su sistema de entrenamiento "cambió" radicalmente. Agregó varias Artes Marciales, Boxeo, fitness, meditación, psicología, kinesiología, nutrición, atletismo, baile, esgrima, lucha grecorromana y libre, TaiChi...aparte de su base - 6 años - en el Wing Chun en el kwon de IpMan y también sus múltiples "peleas callejeras".
Ya no fue derrotado, y subió a un nivel técnico casi inigualble, para su época. Adelantándose 30 años, a lo que llegaría en los 90's con los combates "street fighter", UFC, K1, y las MMA y el BJJ. Revolucionando todo el mundo marcial - y el cine - a partir de ese momento.

## En la cultura popular
Una versión del combate entre Wong y Lee fue presentada en la película biográfica de 1993 Dragón: La historia de Bruce Lee, en la que Wong es interpretado por el actor John Cheung. En la película el nombre de Wong es cambiado por el de Johnny Sun. La pelea transcurre de forma similar a la contada por Linda Cadwell, con Lee dominando en todo momento a su oponente y permitiéndole su rendición. Sin embargo, en la cinta, Johnny Sun golpea a traición a Lee y lo deja inválido. El actor estadounidense Jason Scott Lee se encargó de interpretar el papel de Bruce Lee.
La película de 2016 Birth of the Dragon relata - ficticiamente - también el combate entre ambos luchadores marciales. En esta producción estadounidense, Xia Yu interpreta a Wong Jack-man y Philip Ng a Bruce Lee.
Ambas producciones son ficticias, y no representa lo sucedido en la realidad, al respecto del hecho y personas implicadas. En la primera de "Dragón, Bruce Lee History" 1993 . Sale en 2 combates, y que en el primero, había quedado inválido por un golpe a traición. Algo que jamás sucedió. Bruce tuvo un accidente, entrenando con pesas - sin calentamiento - 1969 que lo lesiona gravemente en el nervio sacro 4SC. Estando 8 meses, convaleciente - los médicos dijeron que se olvidase de andar y menos las Artes Marciales y el cine -, siendo ese nuevo hecho, determinante. Primeramente para replantearse todo, su Arte, su Sistema de Lucha, su Filosofía, su trabajo y su familia. Escribirá su 3 libro: El Tao del Jeet Kune Do. Pero, al año siguiente, ya recuperado. Es invitado en Hong Kong. Allí será recibido como una auténtica estrella de Hollywood. Y empezará su leyenda cinematográfica de las Artes Marciales. De la segunda producción Dragón: el nacimiento de la leyenda 2016. Prácticamente no hay por donde cogerla...ni siquiera en la interpretación del - no del actor, que lo hizo bastante bien - personaje de Bruce Lee. Es más un personaje de cómic que una adaptación de la realidad